# オルドリッヒ・ネイエドリー
オルドジフ・ネイェドリー（Oldřich Nejedlý, 1909年12月26日 - 1990年6月11日）は、チェコスロバキア出身のサッカー選手。ポジションはFW。
1934年に行われた第2回ワールドカップ・イタリア大会でチェコスロバキアの決勝進出に貢献した。4得点を挙げアンジェロ・スキアビオ、エトムント・コーネンと並び得点王となったとされていたが、2006年11月10日、FIFAにより準決勝のドイツ戦でハットトリックを達成していたことが発表され、5得点で単独の得点王として認められた。
続く1938年フランス大会にも出場して2得点を挙げている。
代表デビューは1931年6月16日のポーランド戦。

## 所属クラブ
- 1931年 - 1941年　ACスパルタ・プラハ （チェコスロバキア）
- 1942年 - 1946年 SKラコブニーク（英語版） （チェコスロバキア）